# 横浜エフエム放送
横浜エフエム放送株式会社（よこはまエフエムほうそう）は、神奈川県を放送対象地域としてFMラジオ放送をする特定地上基幹放送事業者である。
愛称としてのステーションネームはFm yokohama 84.7（FMヨコハマ）（エフエムヨコハマ エイティーフォーポイントセブン）で、局名告知以外で会社名が放送されることはない。
1985年12月20日に、FMラジオ放送局として日本全国で21番目に開局している。

## 概要
周波数・空中線電力は、大山局（秦野市）の84.7MHz・5kWで、小田原中継局（80.4MHz・100W）、磯子中継局（87.0MHz・100W）がある。インターネットを利用して番組をサイマル配信するサービスである「radiko」に参加している。コールサインはJOTU-FM。
放送区域は公式ホームページ上では放送対象地域の神奈川県の他、東京都及び千葉県の全域、埼玉県、茨城県、静岡県、栃木県、群馬県、山梨県の各一部としている。
首都圏では1970年（昭和45年）4月26日のエフエム東京開局、1985年（昭和60年）10月1日のエフエム群馬の開局以来の新しい民放FM局。「Fヨコ（エフヨコ）」と親しまれ、大きなブームを巻き起こした。開局当初から全国FM放送協議会（JFN）には加盟せず、独自の番組制作を行うという画期的な試みを最初に行った局でもある。
1990年（平成2年）10月、日本のFM局では初となる、ニューヨーク、5th Aveに支局も設けるなど、洋楽編成に積極的だった。
開局当時のキャッチフレーズは「右へ数センチで、夏です」だった。当時は、アナログスケール（目盛り）を見ながらダイヤルを回して周波数を合わせる、アナログ選局のラジオ受信機が主流だった。このことから、「既存FM局（NHK横浜FM・81.9MHz、NHK東京FM・82.5MHz、FM東京・80.0MHz）から右側へ（周波数の高い方へ）数センチメートルまわして、夏=燃える若者のイメージのFM横浜を受信しましょう」という意味合いを持たせたもの。
1993年（平成5年）10月、社屋を中区山下町の産業貿易センタービル3階から、西区みなとみらいの横浜ランドマークタワー10階に移転し、同時にこれまでの「FM横浜」から「ハマラジ」（「YOKOHAMA RADIO」の略）へと愛称を変更。番組編成も大きく変え、第二の開局と銘打ち、女優の小橋めぐみが出演したテレビCMなどで大々的に宣伝した。
「ハマラジ」が浸透しなかったためか、開局10周年を迎える1995年（平成7年）4月1日に「Fm yokohama 84.7」、日本語表記は片仮名の「FMヨコハマ」へ愛称を戻し、現在に至る。現在の愛称に変更された際に制定されたシンボルマークは、葛飾北斎作の富嶽三十六景『神奈川沖浪裏』の絵の波飛沫に「FM」のロゴを組み合わせたものである。
ジングルにはいくつかのバージョンがあるが、いずれも統一されたメロディーを基にしている。ステーションIDジングルとニュース、交通情報（TRAFFIC REPORT）、気象情報（WEATHER INFORMATION）のBGMは1995年（平成7年）4月、2006年（平成18年）4月および2020年（令和2年）4月にそれぞれ一新されている。現在のジングルのベースは「Only one, Only you "Fm yokohama" Eighty-four point seven.」と歌っている。
2004年（平成16年）の道路交通法の改正以降、交通情報の終わりやスポットCMで、運転中の携帯電話の操作をやめるよう運転中のリスナーに呼びかけている。また、各番組でもパーソナリティー（DJ）から同様の注意がある。また、2007年（平成19年）の同法改正以降は、スポットCMで各番組のパーソナリティーが飲酒運転撲滅を訴えており、NACK5とBAYFM（首都圏民放FM局）と合同でキャンペーンを行っている。
2013年（平成25年）6月24日をもって、県内一部地域の難聴取解消のため横浜市の円海山から秦野市の大山山頂付近へ送信所を移転した。しかしながら旧送信所周辺（横浜市磯子区・金沢区・横須賀市の各一部）に難聴取区域が発生したため、2015年（平成27年）11月8日より磯子区内に中継局が設けられた。

## 事業所
- 本社 - 神奈川県横浜市西区みなとみらい2丁目2番1号　横浜ランドマークタワー10階
- 東京支社 - 東京都千代田区港区港南2-16-1　品川イーストワンタワー8F 821号室

## 資本構成
企業・団体は当時の名称。出典：

### 2015年3月31日 - 2016年3月31日
| 資本金 | 発行済株式総数 | 株主数 |
| ------ | -------------- | ------ |
| 8億円  | 16,000株       | 116    |

| 株主                     | 株式数 | 比率  |
| ------------------------ | ------ | ----- |
| ニッポン放送             | 943株  | 5.89% |
| 神奈川県                 | 800株  | 5.00% |
| 神奈川新聞社             | 728株  | 4.55% |
| 横浜銀行                 | 688株  | 4.30% |
| 日本経済新聞社           | 608株  | 3.80% |
| 朝日新聞社               | 520株  | 3.25% |
| 横浜市                   | 480株  | 3.00% |
| テレビ神奈川             | 480株  | 3.00% |
| アール・エフ・ラジオ日本 | 480株  | 3.00% |
| 読売新聞東京本社         | 480株  | 3.00% |

## 送信所

### 現在
| 親局   | 周波数  | 空中線電力 | 最大実効輻射電力 | 所在地                                            | 備考 |
| ------ | ------- | ---------- | ---------------- | ------------------------------------------------- | --- |
| 大山   | 84.7MHz | 5kW        | 21kW             | 秦野市寺山字東迎谷 （大山山頂付近） 海抜 約1,200m | 2013年6月24日 5:00より、元々の地形や高層建築物により難聴取となっていた神奈川北東部 （横浜北部、川崎、県央）の受信環境改善のため、下記の円海山より移転した。 |
| 中継局 | 周波数  | 空中線電力 | 最大実効輻射電力 | 所在地                                            | 備考 |
| 小田原 | 80.4MHz | 100W       | 160W             | 小田原市曽我谷津 （浅間山）                       | 送信所概要 - 送信柱 18.5m支柱式鉄柱（NHK共有） - 送信空中線 3素子八木宇田1段2面、海抜高345m - 放送機 FS100B-2（NEC） - 中継回線 親局（大山送信所）を5素子八木宇田1段1面にてエア受け - 送信局舎鉄筋コンクリート2階4m×4m（NHK共有） - 非常用電源 自家発電装置3.5kVA（NHK共有） |
| 磯子   | 87.0MHz | 100W       | 720W             | 横浜市磯子区氷取沢町                              | |

### 廃止
| 親局 | 周波数  | 空中線電力 | ERP  | 所在地                             | 放送局概要 （技術情報） | 備考 |
| ---- | ------- | ---------- | ---- | ---------------------------------- | --- | --- |
| 横浜 | 84.7MHz | 5kW        | 21kW | 横浜市磯子区氷取沢町770 （円海山） | - 放送機 FBN-11K05SS（NEC） - 送信柱 63.5m四角鉄塔（NHK共有） - 送信空中線 2L（双ループ）3段4面（施工：古河電工）、海抜高195.5m - 放送機 放送機FBN-11K05SS（NEC） - STL 送受信装置（NEC）出力320mW、演奏所側（横浜ランドマークタワー）2mパラボラ、円海山送信所側3mパラボラアンテナ、バックアップ回線としてNTT光ケーブル（768kbps）とINS回線。 10階の主調整室からSTL装置がある71階までは、同軸ケーブルだと距離が長く、信号減衰が懸念されるので光ファイバーで結んでいる。 - 送信局舎 鉄筋コンクリート2階5m×5m - 非常用電源 自家発電装置30kVA - 備考 局外番組中継（イベント等）は主にNTTのISDN回線を使用、コーデックはMUSICAM方式のCDQ-2000（代理店：松田通商）等、交通情報などはNTTのISDN回線またはNTT音声7KHステレオ回線をモノラルにて、なお交通情報等は音質改善のためOPTIMOD（orban）を回線専用に入れている。 主調整室のデジタルAPC卓は、1993年10月に横浜ランドマークタワーに移った時国内民間FM局として初めて採用された。 | 大山へ移転するため2013年6月23日をもって役目を終えた （厳密には翌6月24日 1:00）。 移転後も、円海山送信所は予備送信所として活用される。 |

## 番組

### 放送中
2025年4月時点。
平日
- △印は、生放送番組。
- FM YOKOHAMA RADIO SHOPPING（6:45/10:23/12:31/13:31/15:31/19:21）・・・パーソナリティー：熊谷章洋（月・火）/小林アナ（水・木）[12]/湯本久美（金）
- 毎週金曜日 6:00 - 23:30・・・Fヨコ FRIDAY EDITION

| 時 | 分 | 月曜日 | 火曜日 | 水曜日 | 木曜日 | 金曜日                                                           |
| -- | -- | --- | --- | --- | --- | ---------------------------------------------------------------- |
| 5  | 00 | 5:00 Sound Ocean | 5:00 Hits 200 | 5:00 Hits 200 | 5:00 今旬！いいもの百貨店 | 5:00 Hits 200                                                    |
| 5  | 15 | 5:15 メラタデマンデー ケント・フリック | 5:15 Mach Discovery 赤塚剛文、あこ | 5:15 Buy Now | 5:15 Buy Now | 5:15 今旬！いいもの百貨店                                        |
| 5  | 30 | 5:15 メラタデマンデー ケント・フリック | 5:15 Mach Discovery 赤塚剛文、あこ | 5:30 YOKOHAMA LAGOON 長松清潤 | 5:30 グローバル・シチズン | 5:30 Buy Now                                                     |
| 5  | 45 | 5:45 ○○玉手箱 | 5:45 Buy Now | 5:30 YOKOHAMA LAGOON 長松清潤 | 5:30 グローバル・シチズン | 5:45 横浜きぬた歯科 presents 歯ッピーDEまいう～                  |
| 6  | 00 | 6:00 △ ちょうどいいラジオ 光邦 | 6:00 △ ちょうどいいラジオ 光邦 | 6:00 △ ちょうどいいラジオ 光邦 | 6:00 △ ちょうどいいラジオ 光邦 | 6:00△ Brand New! Friday ZiNEZ-ジンジ-                            |
| 7  | 00 | 6:00 △ ちょうどいいラジオ 光邦 | 6:00 △ ちょうどいいラジオ 光邦 | 6:00 △ ちょうどいいラジオ 光邦 | 6:00 △ ちょうどいいラジオ 光邦 | 6:00△ Brand New! Friday ZiNEZ-ジンジ-                            |
| 8  | 00 | 6:00 △ ちょうどいいラジオ 光邦 | 6:00 △ ちょうどいいラジオ 光邦 | 6:00 △ ちょうどいいラジオ 光邦 | 6:00 △ ちょうどいいラジオ 光邦 | 6:00△ Brand New! Friday ZiNEZ-ジンジ-                            |
| 9  | 00 | 9:00 △ Lovely Day♡ 近藤さや香 藤田優一（リポーター） ▽10:10 MON:「教えて! 住宅マスター」 - 齋藤剛 TUE:「お気持ちパトロール」- リル・グランビッチ、小幡葉子 WED:「ラブリー♡オーラルケア～歯っとする話～」 THU:「にしよこ Weekly Health Care」 | 9:00 △ Lovely Day♡ 近藤さや香 藤田優一（リポーター） ▽10:10 MON:「教えて! 住宅マスター」 - 齋藤剛 TUE:「お気持ちパトロール」- リル・グランビッチ、小幡葉子 WED:「ラブリー♡オーラルケア～歯っとする話～」 THU:「にしよこ Weekly Health Care」 | 9:00 △ Lovely Day♡ 近藤さや香 藤田優一（リポーター） ▽10:10 MON:「教えて! 住宅マスター」 - 齋藤剛 TUE:「お気持ちパトロール」- リル・グランビッチ、小幡葉子 WED:「ラブリー♡オーラルケア～歯っとする話～」 THU:「にしよこ Weekly Health Care」 | 9:00 △ Lovely Day♡ 近藤さや香 藤田優一（リポーター） ▽10:10 MON:「教えて! 住宅マスター」 - 齋藤剛 TUE:「お気持ちパトロール」- リル・グランビッチ、小幡葉子 WED:「ラブリー♡オーラルケア～歯っとする話～」 THU:「にしよこ Weekly Health Care」 | 9:00 △ Lovely Day♡ ～hana金～ はな 藤田優一（リポーター）        |
| 10 | 00 | 9:00 △ Lovely Day♡ 近藤さや香 藤田優一（リポーター） ▽10:10 MON:「教えて! 住宅マスター」 - 齋藤剛 TUE:「お気持ちパトロール」- リル・グランビッチ、小幡葉子 WED:「ラブリー♡オーラルケア～歯っとする話～」 THU:「にしよこ Weekly Health Care」 | 9:00 △ Lovely Day♡ 近藤さや香 藤田優一（リポーター） ▽10:10 MON:「教えて! 住宅マスター」 - 齋藤剛 TUE:「お気持ちパトロール」- リル・グランビッチ、小幡葉子 WED:「ラブリー♡オーラルケア～歯っとする話～」 THU:「にしよこ Weekly Health Care」 | 9:00 △ Lovely Day♡ 近藤さや香 藤田優一（リポーター） ▽10:10 MON:「教えて! 住宅マスター」 - 齋藤剛 TUE:「お気持ちパトロール」- リル・グランビッチ、小幡葉子 WED:「ラブリー♡オーラルケア～歯っとする話～」 THU:「にしよこ Weekly Health Care」 | 9:00 △ Lovely Day♡ 近藤さや香 藤田優一（リポーター） ▽10:10 MON:「教えて! 住宅マスター」 - 齋藤剛 TUE:「お気持ちパトロール」- リル・グランビッチ、小幡葉子 WED:「ラブリー♡オーラルケア～歯っとする話～」 THU:「にしよこ Weekly Health Care」 | 9:00 △ Lovely Day♡ ～hana金～ はな 藤田優一（リポーター）        |
| 11 | 00 | 9:00 △ Lovely Day♡ 近藤さや香 藤田優一（リポーター） ▽10:10 MON:「教えて! 住宅マスター」 - 齋藤剛 TUE:「お気持ちパトロール」- リル・グランビッチ、小幡葉子 WED:「ラブリー♡オーラルケア～歯っとする話～」 THU:「にしよこ Weekly Health Care」 | 9:00 △ Lovely Day♡ 近藤さや香 藤田優一（リポーター） ▽10:10 MON:「教えて! 住宅マスター」 - 齋藤剛 TUE:「お気持ちパトロール」- リル・グランビッチ、小幡葉子 WED:「ラブリー♡オーラルケア～歯っとする話～」 THU:「にしよこ Weekly Health Care」 | 9:00 △ Lovely Day♡ 近藤さや香 藤田優一（リポーター） ▽10:10 MON:「教えて! 住宅マスター」 - 齋藤剛 TUE:「お気持ちパトロール」- リル・グランビッチ、小幡葉子 WED:「ラブリー♡オーラルケア～歯っとする話～」 THU:「にしよこ Weekly Health Care」 | 9:00 △ Lovely Day♡ 近藤さや香 藤田優一（リポーター） ▽10:10 MON:「教えて! 住宅マスター」 - 齋藤剛 TUE:「お気持ちパトロール」- リル・グランビッチ、小幡葉子 WED:「ラブリー♡オーラルケア～歯っとする話～」 THU:「にしよこ Weekly Health Care」 | 9:00 △ Lovely Day♡ ～hana金～ はな 藤田優一（リポーター）        |
| 12 | 00 | 12:00 △ Kiss & Ride 小林大河 MON/TUE:高橋茉奈、令和応援団 龍口健太郎（リポーター） WED:長友愛莉（リポーター） THU:有華、長友愛莉（リポーター）                                                                                               | 12:00 △ Kiss & Ride 小林大河 MON/TUE:高橋茉奈、令和応援団 龍口健太郎（リポーター） WED:長友愛莉（リポーター） THU:有華、長友愛莉（リポーター）                                                                                               | 12:00 △ Kiss & Ride 小林大河 MON/TUE:高橋茉奈、令和応援団 龍口健太郎（リポーター） WED:長友愛莉（リポーター） THU:有華、長友愛莉（リポーター）                                                                                               | | 12:00 △ FLAG 石川舜一郎 トビー（リポーター）                     |
| 13 | 00 | 12:00 △ Kiss & Ride 小林大河 MON/TUE:高橋茉奈、令和応援団 龍口健太郎（リポーター） WED:長友愛莉（リポーター） THU:有華、長友愛莉（リポーター）                                                                                               | 12:00 △ Kiss & Ride 小林大河 MON/TUE:高橋茉奈、令和応援団 龍口健太郎（リポーター） WED:長友愛莉（リポーター） THU:有華、長友愛莉（リポーター）                                                                                               | 12:00 △ Kiss & Ride 小林大河 MON/TUE:高橋茉奈、令和応援団 龍口健太郎（リポーター） WED:長友愛莉（リポーター） THU:有華、長友愛莉（リポーター）                                                                                               | | 12:00 △ FLAG 石川舜一郎 トビー（リポーター）                     |
| 14 | 00 | 12:00 △ Kiss & Ride 小林大河 MON/TUE:高橋茉奈、令和応援団 龍口健太郎（リポーター） WED:長友愛莉（リポーター） THU:有華、長友愛莉（リポーター）                                                                                               | 12:00 △ Kiss & Ride 小林大河 MON/TUE:高橋茉奈、令和応援団 龍口健太郎（リポーター） WED:長友愛莉（リポーター） THU:有華、長友愛莉（リポーター）                                                                                               | 12:00 △ Kiss & Ride 小林大河 MON/TUE:高橋茉奈、令和応援団 龍口健太郎（リポーター） WED:長友愛莉（リポーター） THU:有華、長友愛莉（リポーター）                                                                                               | | 12:00 △ FLAG 石川舜一郎 トビー（リポーター）                     |
| 14 | 45 | 12:00 △ Kiss & Ride 小林大河 MON/TUE:高橋茉奈、令和応援団 龍口健太郎（リポーター） WED:長友愛莉（リポーター） THU:有華、長友愛莉（リポーター）                                                                                               | 12:00 △ Kiss & Ride 小林大河 MON/TUE:高橋茉奈、令和応援団 龍口健太郎（リポーター） WED:長友愛莉（リポーター） THU:有華、長友愛莉（リポーター）                                                                                               | 12:00 △ Kiss & Ride 小林大河 MON/TUE:高橋茉奈、令和応援団 龍口健太郎（リポーター） WED:長友愛莉（リポーター） THU:有華、長友愛莉（リポーター）                                                                                               | 14:45 わくわくお届け便 |                                                                  |
| 14 | 50 | 12:00 △ Kiss & Ride 小林大河 MON/TUE:高橋茉奈、令和応援団 龍口健太郎（リポーター） WED:長友愛莉（リポーター） THU:有華、長友愛莉（リポーター）                                                                                               | 12:00 △ Kiss & Ride 小林大河 MON/TUE:高橋茉奈、令和応援団 龍口健太郎（リポーター） WED:長友愛莉（リポーター） THU:有華、長友愛莉（リポーター）                                                                                               | 12:00 △ Kiss & Ride 小林大河 MON/TUE:高橋茉奈、令和応援団 龍口健太郎（リポーター） WED:長友愛莉（リポーター） THU:有華、長友愛莉（リポーター）                                                                                               | 14:45 わくわくお届け便 | 14:50 LIGHT UP KANAGAWA 柳井麻希、黒岩祐治                       |
| 15 | 00 | 15:00 △ Tresen 植松哲平 MON: あんにゅ TUE:泉ノ波あみ WED:平沢あくび THU:halca ▽18:20 TUE:「てくてくかれんだー」- 安斉かれん WED:「燃（萌）えよ!ラジオ」- 宮田俊哉（Kis-My-Ft2） THU:「7down 8up」 - HANDSIGN                                 | 15:00 △ Tresen 植松哲平 MON: あんにゅ TUE:泉ノ波あみ WED:平沢あくび THU:halca ▽18:20 TUE:「てくてくかれんだー」- 安斉かれん WED:「燃（萌）えよ!ラジオ」- 宮田俊哉（Kis-My-Ft2） THU:「7down 8up」 - HANDSIGN                                 | 15:00 △ Tresen 植松哲平 MON: あんにゅ TUE:泉ノ波あみ WED:平沢あくび THU:halca ▽18:20 TUE:「てくてくかれんだー」- 安斉かれん WED:「燃（萌）えよ!ラジオ」- 宮田俊哉（Kis-My-Ft2） THU:「7down 8up」 - HANDSIGN                                 | 15:00 △ Tresen 植松哲平 MON: あんにゅ TUE:泉ノ波あみ WED:平沢あくび THU:halca ▽18:20 TUE:「てくてくかれんだー」- 安斉かれん WED:「燃（萌）えよ!ラジオ」- 宮田俊哉（Kis-My-Ft2） THU:「7down 8up」 - HANDSIGN                                 | 15:00 △ Tresen Friday じゅんご、舘谷春香 ▽18:20 でぃぐらじ IMALU |
| 16 | 00 | 15:00 △ Tresen 植松哲平 MON: あんにゅ TUE:泉ノ波あみ WED:平沢あくび THU:halca ▽18:20 TUE:「てくてくかれんだー」- 安斉かれん WED:「燃（萌）えよ!ラジオ」- 宮田俊哉（Kis-My-Ft2） THU:「7down 8up」 - HANDSIGN                                 | 15:00 △ Tresen 植松哲平 MON: あんにゅ TUE:泉ノ波あみ WED:平沢あくび THU:halca ▽18:20 TUE:「てくてくかれんだー」- 安斉かれん WED:「燃（萌）えよ!ラジオ」- 宮田俊哉（Kis-My-Ft2） THU:「7down 8up」 - HANDSIGN                                 | 15:00 △ Tresen 植松哲平 MON: あんにゅ TUE:泉ノ波あみ WED:平沢あくび THU:halca ▽18:20 TUE:「てくてくかれんだー」- 安斉かれん WED:「燃（萌）えよ!ラジオ」- 宮田俊哉（Kis-My-Ft2） THU:「7down 8up」 - HANDSIGN                                 | 15:00 △ Tresen 植松哲平 MON: あんにゅ TUE:泉ノ波あみ WED:平沢あくび THU:halca ▽18:20 TUE:「てくてくかれんだー」- 安斉かれん WED:「燃（萌）えよ!ラジオ」- 宮田俊哉（Kis-My-Ft2） THU:「7down 8up」 - HANDSIGN                                 | 15:00 △ Tresen Friday じゅんご、舘谷春香 ▽18:20 でぃぐらじ IMALU |
| 17 | 00 | 15:00 △ Tresen 植松哲平 MON: あんにゅ TUE:泉ノ波あみ WED:平沢あくび THU:halca ▽18:20 TUE:「てくてくかれんだー」- 安斉かれん WED:「燃（萌）えよ!ラジオ」- 宮田俊哉（Kis-My-Ft2） THU:「7down 8up」 - HANDSIGN                                 | 15:00 △ Tresen 植松哲平 MON: あんにゅ TUE:泉ノ波あみ WED:平沢あくび THU:halca ▽18:20 TUE:「てくてくかれんだー」- 安斉かれん WED:「燃（萌）えよ!ラジオ」- 宮田俊哉（Kis-My-Ft2） THU:「7down 8up」 - HANDSIGN                                 | 15:00 △ Tresen 植松哲平 MON: あんにゅ TUE:泉ノ波あみ WED:平沢あくび THU:halca ▽18:20 TUE:「てくてくかれんだー」- 安斉かれん WED:「燃（萌）えよ!ラジオ」- 宮田俊哉（Kis-My-Ft2） THU:「7down 8up」 - HANDSIGN                                 | 15:00 △ Tresen 植松哲平 MON: あんにゅ TUE:泉ノ波あみ WED:平沢あくび THU:halca ▽18:20 TUE:「てくてくかれんだー」- 安斉かれん WED:「燃（萌）えよ!ラジオ」- 宮田俊哉（Kis-My-Ft2） THU:「7down 8up」 - HANDSIGN                                 | 15:00 △ Tresen Friday じゅんご、舘谷春香 ▽18:20 でぃぐらじ IMALU |
| 18 | 00 | 15:00 △ Tresen 植松哲平 MON: あんにゅ TUE:泉ノ波あみ WED:平沢あくび THU:halca ▽18:20 TUE:「てくてくかれんだー」- 安斉かれん WED:「燃（萌）えよ!ラジオ」- 宮田俊哉（Kis-My-Ft2） THU:「7down 8up」 - HANDSIGN                                 | 15:00 △ Tresen 植松哲平 MON: あんにゅ TUE:泉ノ波あみ WED:平沢あくび THU:halca ▽18:20 TUE:「てくてくかれんだー」- 安斉かれん WED:「燃（萌）えよ!ラジオ」- 宮田俊哉（Kis-My-Ft2） THU:「7down 8up」 - HANDSIGN                                 | 15:00 △ Tresen 植松哲平 MON: あんにゅ TUE:泉ノ波あみ WED:平沢あくび THU:halca ▽18:20 TUE:「てくてくかれんだー」- 安斉かれん WED:「燃（萌）えよ!ラジオ」- 宮田俊哉（Kis-My-Ft2） THU:「7down 8up」 - HANDSIGN                                 | 15:00 △ Tresen 植松哲平 MON: あんにゅ TUE:泉ノ波あみ WED:平沢あくび THU:halca ▽18:20 TUE:「てくてくかれんだー」- 安斉かれん WED:「燃（萌）えよ!ラジオ」- 宮田俊哉（Kis-My-Ft2） THU:「7down 8up」 - HANDSIGN                                 | 15:00 △ Tresen Friday じゅんご、舘谷春香 ▽18:20 でぃぐらじ IMALU |
| 19 | 00 | 19:00 △ PRIME TIME 栗原治久 MON:manatie TUE:REMO-CON WED:川内美月 THU:DJ帝 | 19:00 △ PRIME TIME 栗原治久 MON:manatie TUE:REMO-CON WED:川内美月 THU:DJ帝 | 19:00 △ PRIME TIME 栗原治久 MON:manatie TUE:REMO-CON WED:川内美月 THU:DJ帝 | 19:00 △ PRIME TIME 栗原治久 MON:manatie TUE:REMO-CON WED:川内美月 THU:DJ帝 | 19:00 △ U-MORE! 鈴木裕介                                         |
| 20 | 00 | 19:00 △ PRIME TIME 栗原治久 MON:manatie TUE:REMO-CON WED:川内美月 THU:DJ帝 | 19:00 △ PRIME TIME 栗原治久 MON:manatie TUE:REMO-CON WED:川内美月 THU:DJ帝 | 19:00 △ PRIME TIME 栗原治久 MON:manatie TUE:REMO-CON WED:川内美月 THU:DJ帝 | 19:00 △ PRIME TIME 栗原治久 MON:manatie TUE:REMO-CON WED:川内美月 THU:DJ帝 | 19:00 △ U-MORE! 鈴木裕介                                         |
| 21 | 00 | 19:00 △ PRIME TIME 栗原治久 MON:manatie TUE:REMO-CON WED:川内美月 THU:DJ帝 | 19:00 △ PRIME TIME 栗原治久 MON:manatie TUE:REMO-CON WED:川内美月 THU:DJ帝 | 19:00 △ PRIME TIME 栗原治久 MON:manatie TUE:REMO-CON WED:川内美月 THU:DJ帝 | 19:00 △ PRIME TIME 栗原治久 MON:manatie TUE:REMO-CON WED:川内美月 THU:DJ帝 | 19:00 △ U-MORE! 鈴木裕介                                         |
| 21 | 50 | 21:50 Keep Green & Blue MITSUMI | 21:50 Keep Green & Blue MITSUMI | 21:50 Keep Green & Blue MITSUMI | 21:50 Keep Green & Blue MITSUMI | 19:00 △ U-MORE! 鈴木裕介                                         |
| 22 | 00 | 22:00 △ YOKOHAMA RADIO APARTMENT MON：ドア開けてます! - 橋口洋平（wacci） TUE：ちょいと歌います - 松本千夏 WED：ふらっと、道草 - NakamuraEmi THU：無礼ハイツ202 - BREIMEN                                                                    | 22:00 △ YOKOHAMA RADIO APARTMENT MON：ドア開けてます! - 橋口洋平（wacci） TUE：ちょいと歌います - 松本千夏 WED：ふらっと、道草 - NakamuraEmi THU：無礼ハイツ202 - BREIMEN                                                                    | 22:00 △ YOKOHAMA RADIO APARTMENT MON：ドア開けてます! - 橋口洋平（wacci） TUE：ちょいと歌います - 松本千夏 WED：ふらっと、道草 - NakamuraEmi THU：無礼ハイツ202 - BREIMEN                                                                    | 22:00 △ YOKOHAMA RADIO APARTMENT MON：ドア開けてます! - 橋口洋平（wacci） TUE：ちょいと歌います - 松本千夏 WED：ふらっと、道草 - NakamuraEmi THU：無礼ハイツ202 - BREIMEN                                                                    | 22:00 △ ZERO-8 REIJI、八村倫太郎（WATWING）                      |
| 23 | 00 | 22:00 △ YOKOHAMA RADIO APARTMENT MON：ドア開けてます! - 橋口洋平（wacci） TUE：ちょいと歌います - 松本千夏 WED：ふらっと、道草 - NakamuraEmi THU：無礼ハイツ202 - BREIMEN                                                                    | 22:00 △ YOKOHAMA RADIO APARTMENT MON：ドア開けてます! - 橋口洋平（wacci） TUE：ちょいと歌います - 松本千夏 WED：ふらっと、道草 - NakamuraEmi THU：無礼ハイツ202 - BREIMEN                                                                    | 22:00 △ YOKOHAMA RADIO APARTMENT MON：ドア開けてます! - 橋口洋平（wacci） TUE：ちょいと歌います - 松本千夏 WED：ふらっと、道草 - NakamuraEmi THU：無礼ハイツ202 - BREIMEN                                                                    | 22:00 △ YOKOHAMA RADIO APARTMENT MON：ドア開けてます! - 橋口洋平（wacci） TUE：ちょいと歌います - 松本千夏 WED：ふらっと、道草 - NakamuraEmi THU：無礼ハイツ202 - BREIMEN                                                                    | 22:00 △ ZERO-8 REIJI、八村倫太郎（WATWING）                      |
| 23 | 30 | 23:30 E★K radio MON：ONE HUNDRED LOVERS - KANNA（OHL） TUE：火曜日のシンピナイト - SHIN WONHO WED：超 Radio Waves!! - ケン（THE AGUL） | 23:30 E★K radio MON：ONE HUNDRED LOVERS - KANNA（OHL） TUE：火曜日のシンピナイト - SHIN WONHO WED：超 Radio Waves!! - ケン（THE AGUL） | 23:30 E★K radio MON：ONE HUNDRED LOVERS - KANNA（OHL） TUE：火曜日のシンピナイト - SHIN WONHO WED：超 Radio Waves!! - ケン（THE AGUL） | 23:30 K-Style K | 23:30 JACK STYLE ジャッキー・ウー                                |
| 0  | 00 | 0:00 otonanoラジオ 萩原健太 | 0:00 言ったもん勝ち!だもん（ラジオ関西、FMみやこにネット） 並木良和、月替わりDJ | 0:00 今夜もおきばりさん! なかの綾 | 0:00 Music Rumble 湯川れい子 | 0:00 +Smile elliott                                              |
| 0  | 30 | 0:30 BEAT JAM 鈴木しょう治 | 0:30 深夜の音楽食堂 松重豊 | 0:30 恋する♡クリームパン 手がクリームパン | 0:00 Music Rumble 湯川れい子 | 0:30 Life Goes On ～スワサントン BLUES～ 夏木マリ                |
| 1  | 00 | 0:30 BEAT JAM 鈴木しょう治 | 1:00 ヰ世界らじおプラネット ヰ世界情緒 | 1:00 ハーバー・ライツ 横浜 吉成伸幸 | 1:00 木曜日の男子会 Lead | 1:00 MSクリニック presents 男を磨くラジオ 植松哲平、葉山芳貴     |
| 1  | 30 | 1:30 ピロートープ シャイトープ | 1:30 Voice Media Talk ふくりゅう | 1:30 ROMANTIC YOKOHAMI 石井竜也 | 1:30 真夜中のグッドプレイリスト 間慎太郎 | 1:30 Lovefunky Raydio Lovefunky DJ DRAGON                        |
| 2  | 00 | 2:00 YOKOHAMAパーラー 二ノ宮一馬（甘党男子） 石塚利彦（甘党男子） | 2:00 全身全霊ラジオ PIGGS | 2:00 TANSAN HOUR 今夜もシュワシュワ 石川峰生（炭酸王子） 小林アナ | 2:00 癒しのサプリ （NBCラジオ、NBCラジオ佐賀にネット） 中村弥生 | 2:00 Loco Spirits! 有明（レイラ）                                |
| 2  | 30 | 2:30 キイテル MON：裸足 - リンダカラー∞ TUE：ロケットマンショー - ふかわりょう、平松政俊 WED：ちょめラジ - 安斎肇、山本圭祐 THU：神奈川ディス・ラブ - 囲碁将棋                                                                               | 2:30 キイテル MON：裸足 - リンダカラー∞ TUE：ロケットマンショー - ふかわりょう、平松政俊 WED：ちょめラジ - 安斎肇、山本圭祐 THU：神奈川ディス・ラブ - 囲碁将棋                                                                               | 2:30 キイテル MON：裸足 - リンダカラー∞ TUE：ロケットマンショー - ふかわりょう、平松政俊 WED：ちょめラジ - 安斎肇、山本圭祐 THU：神奈川ディス・ラブ - 囲碁将棋                                                                               | 2:30 キイテル MON：裸足 - リンダカラー∞ TUE：ロケットマンショー - ふかわりょう、平松政俊 WED：ちょめラジ - 安斎肇、山本圭祐 THU：神奈川ディス・ラブ - 囲碁将棋                                                                               | 2:30 濱ジャズ ゴンザレス鈴木                                     |
| 3  | 00 | 3:00 Harbor Blue Studio 岸洋佑 | 3:00 apra presents Voice Planet★Radio 大関英里 | 3:00 TY Night Drive Offo tokyo | 3:00 四畳半エメラルド supported by ReNY イマヤス、なるおさやか | 3:00 あつあつ音楽人 ハセガワアツシ                               |
| 3  | 30 | 3:30 Hits 200 | 3:30 Hits 200 | 3:30 Romance Port Night 大塚紗英 | 3:30 Hits 200 | 3:00 あつあつ音楽人 ハセガワアツシ                               |
| 4  | 00 | 3:30 Hits 200 | 3:30 Hits 200 | 4:00 Hits 200 | 3:30 Hits 200 | 4:00 GREENROOM SELECTION                                         |
| 4  | 45 | 3:30 Hits 200 | 3:30 Hits 200 | 4:00 Hits 200 | 3:30 Hits 200 | 4:45 まいどあり～。                                              |

週末
| 時 | 分 | 土曜日                                                                                 | 日曜日                                                                                         |
| -- | -- | -------------------------------------------------------------------------------------- | ---------------------------------------------------------------------------------------------- |
| 5  | 00 | 5:00 △ The Burn 井手大介                                                               | 5:00 Sound Ocean                                                                               |
| 5  | 45 | 5:00 △ The Burn 井手大介                                                               | 5:45 Buy Now                                                                                   |
| 6  | 00 | 5:00 △ The Burn 井手大介                                                               | 6:00 △ SHONAN by the Sea 秀島史香                                                              |
| 7  | 00 | 5:00 △ The Burn 井手大介                                                               | 6:00 △ SHONAN by the Sea 秀島史香                                                              |
| 8  | 00 | 8:00 日産神奈川 presents Pick up my town - 大枝桃果                                    | 6:00 △ SHONAN by the Sea 秀島史香                                                              |
| 8  | 30 | 8:30 KANAGAWA Muffin - 金子桃                                                          | 6:00 △ SHONAN by the Sea 秀島史香                                                              |
| 8  | 55 | 8:55 鎌倉まめヴィアージュ - 影山のぞみ                                                 | 6:00 △ SHONAN by the Sea 秀島史香                                                              |
| 9  | 00 | 9:00 △ FUTURESCAPE 小山薫堂、柳井麻希                                                  | 6:00 △ SHONAN by the Sea 秀島史香                                                              |
| 9  | 13 | 9:00 △ FUTURESCAPE 小山薫堂、柳井麻希                                                  | 9:13 SEASIDE CLASSIC - 磯絵里子                                                                |
| 9  | 30 | 9:00 △ FUTURESCAPE 小山薫堂、柳井麻希                                                  | 9:30 YOKOHAMA My Choice! - 今井友理恵                                                          |
| 10 | 00 | 9:00 △ FUTURESCAPE 小山薫堂、柳井麻希                                                  | 10:00 △ まんてんサンデーズ NOLOV                                                               |
| 11 | 00 | 11:00 △ Travelin' Light 畠山美由紀                                                     | 10:00 △ まんてんサンデーズ NOLOV                                                               |
| 11 | 33 | 11:00 △ Travelin' Light 畠山美由紀                                                     | 11:33 旬！SHUN！ピックアップ                                                                   |
| 11 | 48 | 11:00 △ Travelin' Light 畠山美由紀                                                     | 11:48 ウエインズトヨタ神奈川 presents サンデービーコル - 杉枝真結                              |
| 12 | 00 | 11:00 △ Travelin' Light 畠山美由紀                                                     | 12:00 ヤマハ発動機 presents Sunday Ride with Ken 三宅健                                        |
| 12 | 30 | 11:00 △ Travelin' Light 畠山美由紀                                                     | 12:30 ALFALINK presents RADIO LINK 小林千鶴                                                    |
| 12 | 50 | 12:50 いいものテンミニッツ！                                                           | 12:30 ALFALINK presents RADIO LINK 小林千鶴                                                    |
| 13 | 00 | 13:00 △ God Bless Saturday じゅんご、田﨑さくら                                        | 13:00 △ Take your time. 武居詩織                                                               |
| 14 | 00 | 13:00 △ God Bless Saturday じゅんご、田﨑さくら                                        | 13:00 △ Take your time. 武居詩織                                                               |
| 15 | 00 | 13:00 △ God Bless Saturday じゅんご、田﨑さくら                                        | 13:00 △ Take your time. 武居詩織                                                               |
| 15 | 20 | 13:00 △ God Bless Saturday じゅんご、田﨑さくら                                        | 15:20 横浜DiscoTrain - DJ OSSHY                                                                |
| 15 | 30 | 13:00 △ God Bless Saturday じゅんご、田﨑さくら                                        | 15:30 日立システムズエンジニアリングサービス LANDMARK SPORTS HEROES モリタニブンペイ、安藤咲良 |
| 15 | 55 | 15:55 NIPPON CHA・茶・CHA - 茂木雅世                                                   | 15:30 日立システムズエンジニアリングサービス LANDMARK SPORTS HEROES モリタニブンペイ、安藤咲良 |
| 16 | 00 | 16:00 △ Route 847 柴田聡                                                               | 16:00 △ Sunset Breeze 北島美穂                                                                 |
| 17 | 00 | 16:00 △ Route 847 柴田聡                                                               | 16:00 △ Sunset Breeze 北島美穂                                                                 |
| 17 | 48 | 16:00 △ Route 847 柴田聡                                                               | 17:48 おうち売却マスター - じゅんご、齋藤剛、杉山善昭                                          |
| 18 | 00 | 16:00 △ Route 847 柴田聡                                                               | 18:00 まいどあり〜。                                                                           |
| 18 | 15 | 16:00 △ Route 847 柴田聡                                                               | 18:15 COLORFUL KAWASAKI - 松原江里佳                                                           |
| 18 | 30 | 18:30 旬！SHUN！ピックアップ                                                           | 18:30 RADIO MASHUP 橘ケンチ、EXILE TETSUYA                                                     |
| 18 | 45 | 18:45 Piano Winery 〜響きのクラシック〜 - 樋口あゆ子                                   | 18:30 RADIO MASHUP 橘ケンチ、EXILE TETSUYA                                                     |
| 19 | 00 | 19:00 ハートフルラジオ 虫の知らせ （ラジオ関西、HBCラジオにネット） 並木良和、榊原郁恵 | 19:00 アレキとか！ドロスとか！ 白井眞輝（Alexandros）                                          |
| 19 | 30 | 19:30 Sound Art Wave 鈴木聖奈                                                          | 19:30 YOKOHAMA SYA⇔REE ReeSya、杉崎智介                                                        |
| 20 | 00 | 20:00 THE MOTOR WEEKLY （FM AZURにも時差ネットで放送） 高橋アキラ、山下麗奈            | 20:00 YAMABICO MITSUMI                                                                         |
| 20 | 30 | 20:30 Startline 坂詰美紗子、中村豪（やるせなす）                                       | 20:00 YAMABICO MITSUMI                                                                         |
| 21 | 00 | 21:00 イケてるタランチュラ 瑛人                                                        | 21:00 サンデーradio 調子 do〜yo！！ KIMI（DA PUMP）、U-YEAH（DA PUMP）                         |
| 21 | 30 | 21:30 ありったけ交差点 Omoinotake                                                      | 21:30 Baile Yokohama 目崎雅昭、細木美知代                                                      |
| 22 | 00 | 22:00 ヨルカケナイト LEEVELLES                                                         | 22:00 かりゆし☆らんど 柴田聡、護得久栄昇                                                       |
| 22 | 30 | 22:30 LOVE SONG LOVE LIFE yukaDD                                                       | 22:30 BREAK IT DOWN CHiCO、KEN THE 390、小玉ひかり、Dickey                                     |
| 23 | 00 | 23:00 △ HONMOKU RED HOT STREET クレイジーケンバンド                                    | 23:00 SORASHIGE BOOK 加藤シゲアキ（NEWS）                                                      |
| 23 | 30 | 23:00 △ HONMOKU RED HOT STREET クレイジーケンバンド                                    | 23:30 Rebellmusik SUGIZO                                                                       |
| 0  | 00 | 0:00 Adult Nostalgic Radioshow 〜ANR大人の秘密基地〜 IKURA                             | 0:00 Coastline84.7 河口恭吾                                                                    |
| 0  | 30 | 0:30 BAY DREAM サイプレス上野                                                          | 0:30 Sunday Pocket 石渡健文                                                                    |
| 1  | 00 | 1:00 BANG BANG BANG! 加藤雅也                                                          | 1:00 ※放送休止 試験電波発射あり                                                                |
| 1  | 30 | 1:30 JOY TO THE WORLD 木村至信                                                         | 1:00 ※放送休止 試験電波発射あり                                                                |
| 2  | 00 | 2:00 Radio HITS Radio 今泉圭姫子                                                       | 1:00 ※放送休止 試験電波発射あり                                                                |
| 3  | 00 | 2:00 Radio HITS Radio 今泉圭姫子                                                       | 1:00 ※放送休止 試験電波発射あり                                                                |
| 4  | 00 | 2:00 Radio HITS Radio 今泉圭姫子                                                       | 1:00 ※放送休止 試験電波発射あり                                                                |
| 4  | 30 | 4:30 Sound Ocean                                                                       | 1:00 ※放送休止 試験電波発射あり                                                                |

### 季節限定放送
- CATCH OF SUMMER （毎年7月中旬から8月末まで）

### 終了している番組
（第1期のFM横浜時代・ハマラジ時代も含む）
- ファン・ファン・ファン まさか そんな だって だけど（1993年10月-1994年、火 21時 - 24時　DJ：paris blue）
- GOOD MORNING YOKOHAMA（DJ：矢口清治ほか）
- THE VOICE（DJ：桑田真紀 ※現在は真紀ヴェンマン）
- GOOD EVENING YOKOHAMA（DJ：山ノ井友司）
- THE MORNING（月 - 金 6:00 - 9:00、1998年4月 - 2001年3月、DJ：矢口清治ほか）
- THE REQUEST（DJ：南夏々子）
- THUNDER STORM（DJ：デーヴ・フロム（DAVE FROMM））
- THE RANKING（DJ：中村義昭ほか）
- Sailing Towards The Sunrise（DJ：金子奈緒）
- Sunrise Ahead!（DJ：鈴木曜）
- SATURDAY BEACH TENGOKU（土 6:00 - 9:00、DJ：栗原治久）
- 1st WAVE（1998年4月 - 1999年3月、土 6:00 - 8:30、DJ：栗原治久）
- SUPER C.H.R.（DJ：大森庸雄）
- AMUSEMENT BOULEVARD（DJ：辻麻衣）
- THE CONTACT（DJ：KYOYA）
- RISE（1999年3月 - 2004年3月、土 6:00 - 9:00、DJ:DJ TARO）
- DoCoMo SOUND PORT（DJ：田子千尋、吉野公佳）
- WEEKEND REQUEST（1999年4月 - 2001年3月、土 13:00 - 16:30、DJ：栗原治久）
- COAST DRIVIN'S（DJ：山川牧）
- POP NATION（DJ：藤田琢己）
- EVENING STEPS YOKOHAMA（DJ：中村義昭）
- POP'n MAGIC（DJ：加藤円夏）
- MUSIC KINGDOM（DJ：藤田琢己ほか）
- MUSIC KINGDOM FRIDAY（金 19:00 - 23:00、DJ：Aja）
- MUSIC LAGOON（DJ：キャロル・久末）
- WEEK INNOVATION（DJ：こはたあつこ）
- MUSIC ON（DJ：石井マサユキ（The Chang）
- 中山加奈子のダイヤモンド・ロック（DJ：中山加奈子）
- ENEOS（DIAMOND）SUPER STATION（DJ：古谷徹、1985年12月 - 2002年3月。当初の番組提供会社は三菱石油で、その後日石三菱になった）
- 横浜チャラ町8-4-7（CHARA）
- 湘南ミュージックスカイウェイ（石田紀子）[注釈 6]
- MISTY HALF MOON（1988年4月 - 1989年3月、原めぐみ、当時：原江梨子）
- minato mirai DJ SHOW（2002年10月 - 2003年3月、DJ：港未来）
- DAYLIGHT SPLASH（月 - 金 13:00 . - 16:00）
- YOKOHAMA CRUISING（月 - 木 16:00 - 18:00）
- RADIO DOCK（月 - 金 17:00 - 20:00、DJ：月 安達佳織・火 渡辺麻耶・水 ALEX・木 リアド慈英蘭・金 岡田マリア、2006年4月 - 2009年3月31日）
- COCO LAVA（月 - 木 18:00 - 21:00）
- Honey Bunny Baby（月 - 木 21:00 - 23:00、DJ：加藤円夏）
- TOP TO BOTTOM 20（金 16:00 - 18:30、DJ：Aja）
- M Connection（金 18:30 - 21:00、DJ：藤田琢己）
- 金9（金 21:00 - 23:00、DJ：RADWIMPS、2005年4月1日 - 2006年3月31日）
- Reverb（月 - 木 25:00 - 25:30、2001年10月6日 - 2006年3月30日）
- MIDNIGHT DJ SESSION（月 - 木 25:30 - 26:00）
- HITS FACTORY（月 - 木 26:00 - 27:00）
- ROCKIN' GROOVE（金 26:00 - 27:00）
- THE CHART（土 11:00 - 13:00、DJ：ジョン・ハガティ、西任白鵠、加藤円夏）
- yokohami - 石井竜也（土 21:00 - 22:00）
- SUNDAY NIGHT☆TEQUILA - 矢住夏菜（日 22:00 - 22:30）
- ずっとはるかあなたと（金） - 川江美奈子
- NTT MUSIC MULTIMEDIA - AK LIVE（1997年4月 - 9月、※NACK5、bayfm、FM-FUJIにもネット）
- RADIO-X - 落合隼亮（月 - 木 25:00 - 27:00、2001年10月 - 2002年9月、※NACK5にもネット）
- FM TRIANGLE SUPER AUDITION（日 22:00 - 23:00、2003年1月 - 9月、※NACK5、bayfm、FM-FUJIにもネット）
- OLEっち - 赤坂泰彦/きゃんひとみ（金 18:00 - 19:00、2003年4月 - 2005年6月、※NACK5、bayfm、RBCiラジオにもネット）
- CircleKSunkus wakuwaku MUSIC-LABO  - 根本要/ANNA（土 22:00 - 22:30、2006年4月 - 2008年3月、※NACK5、bayfmにもネット）
- au Music FIESTA 〜From KDDI DESIGNING STUDIO〜 - SHEILA（土 19:00 - 19:30、2006年10月 - 2008年3月、※NACK5、bayfmにもネット）
- PIANO MUSIC COLLEGE - SUEMITSU & THE SUEMITH
- 花咲く学院 放送部 - aja
- SO NATURAL - KANA
- 星降る夜のリストランテ - 深澤里奈
- 寄り切り!押し出し!!上手投げ!!!参DAY!!!! - いきものがかり
- PROGRAM COUNCIL - DJ AIKO62
- NISSAN SOUL SYSTEM - 松尾潔
- 丸井24クラブ - キャプテン・ジョージ
- Radio Freedom - 辻仁成
- KOBE STYLISH WINDS（※Kiss-FMにもネットされていたが、制作は当時のハマラジ）
- THE STOLEN MOMENTS - JAZZY SPORT CREW
- Y-Y-Y - 義家弘介
- Classy Museum - 三村奈々恵
- 木下工務店entage - 古澤巌/池田なみ子
- BIG SOUL RADIO - TARO SOUL
- DHCキラキラ★レイディオ - aja
- siori no yoru - siori
- YOKOHAMA JAZZY NIGHT - ゴンザレス鈴木
- KONY ISLAND - KONISHIKI/吉田小江子
- EX-BEAT - DJ AIKO62
- MY ANGEL - アイ武川
- 犬バタ会議 - THE LOOSE DOGS
- Teach Me Jazz in the Night - meg
- 男ZUSHI - キマグレン
- YOKOHAMA PORTSIDE SQUARE - 月 - 金 渡辺麻耶、土・日 岡田マリア（月 - 金 13:00 - 14:00、土 16:00 - 17:00、日 12:00 - 13:00。2009年4月 - 9月）
- Tips Town - 池田なみ子、田邉香菜子、穂積ユタカ（月 - 金 13:00 - 17:00。2006年4月 - 2009年9月）
- YBRベイズフライデー倶楽部 - 穂積ユタカ
- LOVE Theater - 高杉さと美
- TWILIGHT NAVIGATION - 柴田あずさ/ナビオくん（土 17:00 - 18:25。1995年10月 - 2009年9月）
- PEACH JOHN presents Lind@pj Happy Panic - Lind@pj
- GREEN OASIS - MITSUMI（日 5:00 - 8:00。2008年4月 - 2009年9月）
- ホンダカーズ中央神奈川 presents Just Fit Music-meg
- World Wandering - リアド慈英蘭
- KANAGAWA MORNING CAFE - 黛まどか/藤田優一
- DANCING GROOVE!〜HOT JAM〜（1994年10月 - 2010年3月）
- OMEGA AFTER THE SUNSET - 油井昌由樹/スージー・カン→長井律子（日 21:00 - 21:30。1999年 - 2000年代初頭）
- YOKOHAMA TOP 30 - ケント・フリック
- WE LOVE SHONAN 〜our native shore〜 - 齊藤美絵
- Smilin'! Groovin'! - Vance K / 遠近由美子
- AIR CRUISE - 鈴木裕介&鈴木まひる（スズッキーズ）
- K-POP! Now - 岡本祐佳
- Gift from the Earth - 高樹千佳子
- THE BREEZE - 北島美穂/藤田優一（リポーター）
- EVNING BUZZ - 落合隼亮
- もちくらさんでーらじお - 倉持明日香
- SATURDAY NIGHT J-POP - 水野良樹
- from Great Studio - 島田昌典
- りょー the Studio R - 小澤亮太
- おもドラ - DRAGON GATEレスラーズ/篠原匡朱子
- Side Seat Story - 前田亘輝
- Driver's Meeting - レーサー鹿島（※K-mix、FMYにもネット。FMヨコハマで打ち切り後も放送継続）
- ボクらのウエンズデイ - BELLRING少女ハート
- Xtra Mix／Xtra Mix Daybreak
- MORNING STEPS
- MORNING STEPS FRIDAY
- Tresen+／Tresen+MJ
- BPM2022
- YOKOHAMA RADIO APARTMENT内
  - 「BAY DREAM」 - サイプレス上野/遠藤舞
  - 「カタコトラジオ」 - 片平里菜
  - 「だめラジオ」 - トミタ栞
  - 「UNITE2NIGHT」 - TAMA（SHAMANZ）
- 一語一会 - KANAKO
- YOKOHAMA MUSIC AWARD
- FRIDAY NIGHT HOT MIX
- E-ne!〜good for you〜  FRIDAY EDITION - MITSUMI/ZiNEZ/穂積ユタカ（リポーター）
- W・A・N・T
- 関取花のどすこいラジオ／帰ってきたどすこいラジオ - 関取花
- ラジオ純情小町☆ - 川崎純情小町☆
- 神奈川日産 今夜も恋しようゼ!!! - ISEKI
- プラチナライフ - ピーター/川上政行（※KBCラジオ制作[注釈 7]）
- WE LOVE MC BATTLE - 晋平太
- Feel The Music - DJ DRAGON、織田千穂
- SPACE RADIO STATION - 山崎大地
- Q MaKE -  QON
- THE PRESIDENT SALON - 奥寺康彦、倉島麻帆
- Crossover Laboratory - 福田直木
- AGOLA for wedding music - 木戸和美
- KANAGAWA HAPPY TOWN -  囲碁将棋、吉村民
- Music University - 百瀬朔
- BUZZ STUDIO - 藤田優一、エフチューバー（海道ロバート（TRYZERO）、村山水生、柴田佳英、あいうえ ちあき、みうらん、こうせい（2020年4月 - 2022年3月）
- BIKERS PARADISE Sweet Emotion - 天野亜希子（2022年3月終了）
- めっちゃラジオ - 夕闇に誘いし漆黒の天使達（2022年7月 - 2023年2月4日）[16][17]
- Come on!カモン!モーニング!（月 5:30 - 6:00）嘉門タツオ、2023年1月23日より休止、のち正式に終了か[18]。
- アイタイ・アイタイ（金 5:30 - 6:00）清水国明
- たまらなく、AOR（2016年 - 、火 24:00 - 24:30）田中康夫
- それっちゃ!ホゲホゲ!（2021年1月5日- 、火 25:00 - 25:30）SHARE LOCK HOMES
- Deep Night Session（火 26:30 - 27:00）ReN
- MIDNIGHT HARBOUR - 酒巻光宏（2011年4月 - 2021年3月、月 - 金 23:20 - 23:30、※FM802にもネット）
- STAY GOLD（金 25:00 - 25:30）Gear 2nd
- 夜ドン!（金 27:00 - 27:30）AKIY（第1週）
木根尚登、小原優（第2,4週）
レイザーラモンRG、雀シンガーピンフちゃん（第4週）
- JA Fresh Market（土 8:00 - 8:30）中矢邦子
- 横浜B・Bridgeナイト（2021年4月3日 - 2022年3月26日、土 19:30 - 20:00）寺尾聰
- ヨコハマウォーカーラジオ（2012年4月 - 2021年9月、土 21:00 - 21:30）穂積ユタカ
- 上手投げ!!!ラジオ（2016年10月1日 - 2021年7月31日、土 21:30 - 22:00）山下穂尊（いきものがかり）
- ハーモニカミッドナイト（土 26:00 - 26:30）あんちゃん
- マッハドリーム ～宇宙への夢～（2021年4月 - 2021年6月、日 5:30 - 6:00）赤塚剛文、大橋ひろこ
- ねむいっす.com（2020年1月5日 - 2021年6月27日、日 23:30 - 24:00）春ねむり
- 文化百貨店（日 24:30 - 25:00）山﨑晴太郎
- Winning Parade - 森崎ウィン（2021年4月2日 - 2023年3月31日、金 22:00 - 23:30）
- Only One Life - 八村倫太郎（WATWING）（2021年4月5日 - 2023年3月27日、月 23:30 - 24:00）
- Loop The Loop - SHU TAKADA（ - 2023年3月、火 23:30 - 24:00）
- 怪物六面放送局 - BMK（2022年4月 - 2023年3月、火 25:00 - 25:30）
- 波のまにまにあ - 関口和之（2021年4月4日 - 2023年3月26日、日 24:00 - 24:30）
- Nac to the world - 穂積ユタカ（2022年2月 - 2023年3月、日 25:30 - 26:00）
- EDGE & POP - D.Y.T（水 24:30 - 25:00）
- Bayside Reggae Launge - THE MIGHTY CROWN FAMILY、DJ BANA（2004年4月 - 2023年12月、土 24:00 - 25:00）
- しあわせスパイラル - 井内由佳（木 5:30 - 6:00、※Love FMにもネット）
- STARLIGHT HARBOR - 酒巻光宏（2021年4月 - 2024年3月、金 21:50 - 22:00、※FM802にもネット）
- D4DJ フローラルトゥナイト - D4DJキャスト（月 25:30 - 26:00）
- ありったけ交差点 - Omoinotake（水 25:30 - 26:00）
- KANAGAWA MUSIC LAND - 長谷川篤司（月 - 木 26:00 - 26:30）
- SPACESHIP RADIO - 大山美佳（火 27:00 - 27:30）
- プラする〜あなたにプラスするラジオ〜 - 高島麻衣子（日 5:30 - 6:00）
- Change Your Life - 船ヶ山哲、細谷美友（日 9:13 - 9:30、※FM新潟、エフエム大阪にもネット）
- SUNSTAR WEEKEND JORNEY - 本村由紀子（日 19:00 - 19:30、※FM COCOLOにもネット）
- あなたと夜と吹奏楽 - 手錢葵子（日 21:30 - 22:00）
- 日曜から推C事 - イマヤス（日 24:30 - 25:00）
- 大希企画 不動産相談室 - 鈴木まひる（土 8:00 - 8:05）
- キイテル 思い込みはげしこ - ＃KTちゃん（第1･3･5木 26:30 - 27:00）
- キイテル COFFEE TALK SESSION - 堀内隆志（第2･4木 26:30 - 27:00）
- JAL presents FFLYING HEART - 石井竜也（日 12:00 - 12:30）
- ヤマハ発動機 presents Cycle Cruise Yokohama - 松本千夏（日 12:00 - 12:30）
- STARTING A BUSINESS - 船ヶ山哲、細谷美友（日 5:30 - 5:45）
- CLUB L@ND - Akira Yokota（a.k.a. DJ BOSS）（月 26:00 - 26:30）
- キイテル COMIC ATLAS - NOLOV（月 26:30 - 27:00）
- YOKOHAMA RADIO APARTMENT 笑顔モリモリらじお☆彡 - 幹葉（スピラ・スピカ）（水 22:00 - 23:30）
- E★K radio Watch Out! Radio - HAYATO（ONE N' ONLY）（水 23:30 - 24:00）
- あした笑顔にな～れ[注釈 8] - 清水国明、バンブー竹内（水 25:00 - 25:30）
- ペイフォワード～社会貢献マニュアル（木 5:30 - 6:00）
- YOKOHAMA RADIO APARTMENT ゆ〜かりナイト - コアラモード.（木 22:00 - 23:30）

## ニュース・天気予報・交通情報

### FM yokohama NEWS
通常はこのタイトル。神奈川県内のニュースはエリアニュース、一部のニュースではWEATHER INFORMATIONとの抱き合わせで放送される。情報はエリアニュースは神奈川新聞のものを、他は共同通信社のものをそれぞれ使用。
- 2024年4月3日現在：（A）はエリアニュース / ※はWEATHER INFORMATIONとの抱き合わせ。▲は金曜日のみ。

平日：6:07▲、6:30、7:07、7:30、8:06※、8:50、10:54※、11:53、12:55（A）※、15:27※、17:18※、18:12※、19:17※、20:54※、23:25※
土曜：9:55※、11:53、14:50（A）※、16:41、18:24※
日曜：8:53※、10:30※、11:29※、13:37※、
14:20（A）※、15:14※、17:43※

### FM yokohama Sports Line（sports news）
通常はこのタイトル。情報は共同通信社のものを使用する。それぞれ単独で放送されるが、土曜日と日曜日の放送ではFM yokohama NEWSと抱き合わせで放送される。2014年春の改編で登場した。使用音楽は2014年度冬季オリンピックのニュースで使用した音楽を利用。
- 2023年10月1日現在

平日：21:46
土曜：なし
日曜：なし

### FM yokohama WEATHER INFORMATION
情報はウェザーニューズのものを使用。※はNEWSとの抱き合わせ。▲は金曜日のみ。
- 2024年4月3日現在[19]

平日：6:09▲、6:32、7:09、7:32、8:06※、10:54※、11:55、12:55※、15:27※、17:18※、18:12※、19:17※、20:54※、23:25※
土曜：5:28、6:12、7:10、9:55※、11:57、14:50※、18:24※
日曜：6:17、7:18、8:53※、10:30※、11:29※、14:20※、15:14※、17:43※

### wave condition
金曜、土曜、日曜の朝の番組では波情報（風情報等）を伝えている。
- 放送時間

金曜：Brand New! Friday - 6:40
土曜：The Burn - 5:28、6:08、6:41、7:10、7:35、7:45
日曜：SHONAN by the Sea - 6:43
- 上記以外の時間でも随時番組内では放送する。

### FM yokohama TRAFFIC REPORT
神奈川県内の情報は日本道路交通情報センター横浜センター（神奈川県警察本部内）から伝える。ただし早朝など一部時間帯は日本道路交通情報センター九段センター（東京・千代田会館1F）からそれぞれ放送される（「☆」が付いている時刻）。一部時間などは他の局では珍しい九段センターと横浜センターをリレー形式で放送していることが特徴（「*」が付いている時刻）。番組DJの呼びかけは通常時「日本道路交通情報センター○○(担当者名)さん」と呼びかけるが、横浜から九段へのリレー形式に限り「神奈川県警交通管制センター」、「九段の日本道路交通情報センター」とそれぞれ分けて呼称する。なお「FRIDAY EDITION」として放送する金曜のみ通常とは違うBGMを使用する。
- 2023年10月1日現在（災害や停電など緊急時の場合は随時放送する場合あり）

平日：6:33☆、7:10、7:33、7:51、8:09*、8:26*、8:53、9:27*、9:57、10:30、11:15、11:57☆、12:27、13:27、14:27、15:25、16:15*、16:45、17:20*、17:57、18:15、18:41、19:41☆
土曜：6:38☆、7:12、7:57、9:15*、9:53、10:32*、10:52、11:40、12:35、13:21、13:57、14:57、15:23、16:13、16:38、17:13、17:38、18:00
日曜：6:15☆、7:16☆、7:57、8:27、8:54、9:27、9:57、10:27、10:57、11:27、11:57、13:17、13:40、14:00、14:27、14:56、15:17、16:04、16:30*、16:56、17:27*、17:57

### FM yokohama PORTSIDE INFORMATION
横浜港に入出港する船の情報を随時番組内放送される。
- 平日：6:33
- 土曜：なし
- 日曜：なし

※以上は決まって生放送ワイド番組内にて放送される。

## 緊急地震速報運用について
2008年4月1日に緊急地震速報の放送運用を開始。現在、スポットCMや専用ホームページなどでリスナーに周知している。放送基準は、NHKと異なり、神奈川県全域・東京都（23区・多摩）・千葉県全域・山梨県（東部・富士五湖）・静岡県（伊豆・東部）で「震度5強以上」の揺れが予想される場合である。

## アナウンサー
主にニュース、天気を担当。
現在
- 奥貫仁美（圭三プロダクション所属・元NHK福井、NHK水戸）
- 尾辻舞（圭三プロダクション所属・元テレビ神奈川）
- 上代真希（ライムライト所属・元NHK放送センター）
- 河内優美子（ボイスワークス所属・元静岡放送）
- 宮崎香子（元NHK宮崎放送局契約キャスター）[20]
- 室照美（ジョイスタッフ所属・元北陸放送、文化放送）
- 矢田部ゆか（ボイスワークス所属・元南海放送）
- 横内美紗（圭三プロダクション所属・元新潟総合テレビ）

|                       | 月･火曜日 | 水･木曜日 | 金曜日 | 土曜日 | 日曜日 |
| --------------------- | --------- | --------- | ------ | ------ | ------ |
| 午前（6時 - 11時台）  | 尾辻      | 尾辻      | 室     | 河内   |        |
| 昼（12時 - 14時時台） | 奥貫      | 矢田部    | 上代   | 宮崎   | 奥貫   |
| 夕方（15時 - 18時台） | 奥貫      | 矢田部    | 上代   | 宮崎   | 奥貫   |
| 夜（19時 - 23時台）   | 横内      | 横内      | 河内   |        |        |

- 土曜日・日曜日の夜（19時台以降）の担当者はなし

過去
- 大野義和（元ラジオ関東、テレビ神奈川。初代アナウンサー、後に取締役）
- 石田紀子（『湘南ミュージックスカイウェイ』担当最終日直後に死去）[注釈 6]
- 江口桃子（『YOKOHAMA AROUND』DJ）
- 斉藤仁子
- 木島京子（元山陽放送）
- 帆足由美（元静岡エフエム放送。初代アナウンサー）
- 山下くに子（初代アナウンサー）
- 山ノ井友司（元山梨放送。初代アナウンサー）
- 星野圭子
- 北村浩子（元エフエム富士。アナウンサー降板後もMORNING STEPS FRIDAYの『books A to Z』のコーナーは引き続き出演）
- 竹矢宣子
- 鳥越雅子
- 福田浩子（元福島放送）
- 石田芳恵（元山陽放送）
- 結野亜希（元NHK放送センター）
- 藤井舞（元NHK岡山放送局）
- 伴野文香（元NHK名古屋放送局）
- 船岡未沙希（元富山エフエム放送）
- 竹平晃子（元NHK横浜放送局）
- 村山千代（元新潟総合テレビ、元テレビ埼玉）[21][22]
- 後藤麻希子（ボイスワークス所属[23]・元NHK山口放送局）

ほか

## フリーペーパー
FMヨコハマでは、毎年フリーペーパーを発刊している。
STATION BREAK supported by 横浜ウォーカー
季節ごとに発行されるフリーペーパー。DJ同士の対談や神奈川県内のFMヨコハマリスナーへのインタビュー、放送の裏話が盛り込まれている。刊行以来毎年夏に発行し続けており、2009年からは冬に、2011年からは春にも刊行を始めた。毎年夏には「SHONAN KING」のステッカーも封入される。
- 2005 SUMMER　Vol.1：開局20周年記念号としてタブロイドサイズで発行（これが創刊号扱いとなる）
- 2006 SUMMER　Vol.2：FMヨコハマ当時の出演者の絵
- 2007 SUMMER　Vol.3：表/杉山玲子 裏/福原尚虎（ふくはら・たかとら）
- 2008 SUMMER　Vol.4：サーフィンしながらラジオを持っている女性の絵
- 2009 SUMMER　Vol.5：IMALU
- 2009 WINTER　Vol.6：横山剣（クレイジーケンバンド）
- 2010 SUMMER　Vol.7：キマグレン
- 2010 WINTER　Vol.8：日高光啓（AAA）…Fm yokohama 25th Anniversary Edit.
- 2011 SPRING　Vol.9：Tiara
- 2011 SUMMER　Vol.10：LauLa
- 2011 WINTER　Vol.11：Honey L Days
- 2012 SPRING　Vol.12：リスナーからの公募で選ばれた絵
- 2012 SUMMER　Vol.13：リスナーからの公募で選ばれた絵
- 2012 WINTER　Vol.14：日本工学院専門学校デザインカレッジ・グラフィックデザイン科の学生による作品[24]

84.7navi（ハチヨンナビ）
季節ごとに発行されるフリーペーパーで「STATION BREAK」のリニューアル版として登場。
- 2013 SUMMER　Vol.1（これがリニューアル第1号扱いとなる）

Que! supported by 横浜ウォーカー
2009年の春に刊行された。
MONTHLY Fヨコ
毎月発行されるフリーペーパーで各局発行のタイムテーブルにあたるもの。イベント情報や発行月の番組タイムテーブルが載っている。表紙は毎月異なっていてヨコハマ各地の景色などが飾る。

## 神奈川FMネットワーク（KFN）
神奈川FMネットワーク（KFN）は、FMヨコハマ及び神奈川県を中心とするコミュニティ放送局17局（2023年1月現在、神奈川県内のコミュニティFM局に、エフエム熱海湯河原（本社・静岡県熱海市）を加える）で構成される防災協定である。この協定には3つの柱があり、第1に地震などの大規模災害発生時に、各地域の被災状況やライフライン情報を共有し自由に報道に利用しあえるようにすること、第2に放送機材の破損や人員不足が発生した場合に、各局間で連携してそれらを融通しあうこと、第3に平時からも共同番組制作や訓練を兼ねた番組の相互乗り入れを行い備えておくこと、が規定されている。
2014年には、同ネットワークと神奈川新聞社との間にも防災協定が締結され、同新聞社のウェブサイト「カナロコ」に掲載された災害情報を同社の災害報道に利用できるようになった。
2020年には神奈川県が放送対象地域に含まれる中波（AM）放送局のニッポン放送とも防災協定が締結された。

## その他
- 本社にはA・B・Cの計3スタジオが存在し、A・Bスタジオは主に生放送用、主調整室に隣接するCスタジオは主に収録用に使われている。[26]
- ジョン・カビラはかつてCBSソニーに勤務しながら、ジョン・ウィーバー・カビラと名乗って『URBAN CONTEMPORARY WAVE FROM mandom』に出演していた。今でこそJ-WAVEを代表するナビゲーター（DJ）であるが、社命とはいえ、彼がデビューしたのは当時のFMヨコハマが最初であった。
- 関東ではTOKYO FMと競合関係にあるが、1987年には自社製作の『FMアニメストリート』がTOKYO FMと同じJFN系列に属するFM大阪にネットされたことがあるほか、1999年から2016年までは自社製作の「Driver's Meeting」がJFN系列のDate fm、FM GUNMA、K-mix、FMY、Air-Radio FM88でネットされていた。

- USENのサウンドプラネット（CS音楽放送）CG-32chにて全国で聴取可能である。ただしCMの間はすべてBGMに差し替えられている。ちなみに、CS音楽放送での再送信を行っている独立FM局は唯一FMヨコハマのみである。
- 関東地区のラジオ民放で唯一、2006 FIFAワールドカップの実況中継を行っていない。
- Xboxのゲームソフト『Project Gotham Racing 2』にもゲーム上でFMヨコハマの番組が"再現"されている。
- 2011年3月まで、現在放送している番組を電話で聞く事ができた。他のラジオ局の同様のサービスとは異なりテレドームではなく、NTT東日本の一般回線を使用しているので、携帯電話やPHS、IP電話、海外（国際電話）から聴取可能であったが、LISMO WAVEやradiko（後述）配信開始とほぼ同時にサービスが終了した。
- 2011年4月12日より、IPサイマルラジオ・radikoによる配信が開始された。配信対象となるのは、神奈川県・東京都・千葉県・埼玉県・茨城県・栃木県・群馬県の1都6県である（北関東3県は2013年7月1日開始）。
- 劇場映画『大決戦!超ウルトラ8兄弟』に、一部の登場人物が勤務しているという設定で登場。実際に局内でのロケも行われている。
- 2023年1月から2月にかけて嘉門タツオの番組「Come on!カモン!モーニング!」と夕闇に誘いし漆黒の天使達の番組「めっちゃラジオ」が嘉門、夕闇それぞれの不祥事により短期間で相次いで打ち切られる事態が起きている。